# 大森好長
大森 好長（おおもり よしなが、生年不詳 - 寛永21年10月3日〈1644年11月2日〉）は、江戸時代前期の武士。旗本。大森親好から数えて3代目当主。通称は半七郎。徳川家康、徳川秀忠、徳川家光に仕えた。父は大森好治。妻は加藤重正の女。子に、大森好輝（大森親好から数えて4代目当主、大森増長とも称す）、加藤重長（加藤重正の養子）がいる。6代目当主にあたる大森時長は、使番、目付、長崎奉行（1732年-1734年）などを務めた。

## 生涯
大森家は、三河以来の譜代の家柄。大森半七郎好長は、3代目当主にあたる。慶長19年（1614年）、武蔵国児玉郡に知行300石を賜る。大坂の陣で武功により、元和元年（1615年）8月、本領安堵の御黒印、翌元和2年（1616年）3月、武蔵国高麗郡に200石の加増を賜る。元和3年（1617年）、井上正就の組に属し、番方をつとめる。元和5年（1619年）、下総国香取郡で200石を加増される。寛永2年（1625年）、新田開発を加えて770石余の知行とする御朱印を賜る。寛永6年（1629年）、御膳番奉行、寛永9年8月（1632年）御使番、寛永10年（1633年）4月御目付、8月御持筒頭、その年、布衣の着用を許される。12月、甲斐国山梨郡・八代郡の2郡に知行700石を賜り、合わせて1400石余となり、後代の長崎奉行・大森時長につながる大森氏隆盛の礎を築いた。寛永11年(1634年）家光上洛に供奉、また日光社参にもしばしば従った。その頃、年月は明らかではないが、江戸小石川新鷹匠町（現在の東京都文京区小石川3丁目あたり）に屋敷を拝領し知行地から移り、その後小川町に移ったという。
寛永21年（1644年）10月3日死去。寛政重修諸家譜によると知行地武蔵国高麗郡荻原村（現在の入間市宮寺）に葬られた。現在、墓所は、大森好長が開基といわれる崇巖寺（現在は廃寺）跡地にあり、「大森氏、加藤氏の宝篋印塔」として入間市の市指定文化財（史跡・昭和47年（1972年）10月20日）に指定されている。なお、入間郡誌によれば、崇巖寺は大森氏が幕府の許可なく建立した寺だったため取り壊しの厳命を受け、そのため仏体は清泰寺に納められたと伝えられているという。